# سیارک ۷۹۸۹۶
سیارک ۷۹۸۹۶ (به انگلیسی: 79896 Billhaley، نامگذاری:1999BH5) هفتاد و نه هزار و هشتصد و نود و ششمین سیارک کشف شده‌است که در ۲۰ ژانویه ۱۹۹۹ کشف شد.